# Philip Miller
Philip Miller, född 1691, död 18 december 1771, var en botaniker av skotskt påbrå.
Från 1721 till strax före sin död var Miller förste trädgårdsmästare vid Chelsea Physic Garden. Han skrev The Gardener’s and Florist’s Dictionary or a Complete System of Horticulture (1724) samt The Gardener’s Dictionary containing the Methods of Cultivating and Improving the Kitchen Fruit and Flower Garden (1731).
Miller korresponderade med andra botanister och erhöll plantor från alla världens hörn. Många av dessa blev han den förste att odla i England. William Aiton, som senare blev förste trädgårdsmästare i Kew Gardens, och William Forsyth (efter vilken forsythian är uppkallad) var båda elever till Miller.
Miller tvekade att använda den nya binomiala nomenklaturen som Carl Linnaeus introducerat, utan föredrog till en början det klassifikationssystem som Joseph Pitton de Tournefort och John Ray förespråkade. Inte förrän vid åttonde utgåvan av Gardener’s Dictionary 1768 övergick han till fullo till Linnaei system.
Miller sände de första bomullsfröna till Georgia 1733.
Auktorsnamnet Mill. kan användas för Philip Miller i samband med ett vetenskapligt namn inom botaniken; se Wikipediaartiklar som länkar till auktorsnamnet.
Auktorsnamnet Miller kan användas för Philip Miller i samband med ett vetenskapligt namn inom botaniken; se Wikipediaartiklar som länkar till auktorsnamnet.